# Jerome van Aertselaer
Jerome van Aertselaer CICM, chiń. 方濟眾 (ur. 1 listopada 1845 w Hoogstraten, zm. 12 stycznia 1924 w Xiwanzi) – belgijski duchowny rzymskokatolicki, misjonarz, przełożony generalny Zgromadzenia Niepokalanego Serca Maryi, wikariusz apostolski Centralnej Mongolii/Chaha’eru, administrator apostolski misji sui iuris Mongolii Zewnętrznej.

## Biografia
Uczył się w Niższym Seminarium Duchownym w Hoogstraten, a następnie w Wyższym Seminarium Duchownym w Mechelen oraz w Kolegium Rozkrzewiania Wiary w Rzymie. 11 czerwca 1870 w Rzymie otrzymał święcenia prezbiteriatu. 24 marca 1873 złożył śluby zakonne w Zgromadzeniu Niepokalanego Serca Maryi i wyjechał na misje do Mongolii.
W latach 1873 – 1877 dyrektor niższego seminarium w Xiwanzi i do 1879 prokurator zakonny. W latach 1879 – 1881 pracował jako misjonarz na stacji misyjnej Porobalgason. W latach 1881 – 1885 ponownie dyrektor seminarium w Xiwanzi.
W 1885 powrócił do Belgii, gdzie został asystentem przełożonego generalnego Zgromadzenia Niepokalanego Serca Maryi. 17 czerwca 1887 wybrany na przełożonego generalnego Zgromadzenia Niepokalanego Serca Maryi. Na tym stanowisku wysłał pierwszych misjonarzy Zgromadzenia do Wolnego Państwa Kongo.
7 maja 1898 papież Leon XIII mianował go wikariuszem apostolskim Centralnej Mongolii oraz biskupem tytularnym Zaraï. 24 lipca 1898 w kościele św. Piotra w Anderlechcie przyjął sakrę biskupią z rąk arcybiskupa mecheleńskiego, prymasa Belgii kard. Pierre’a-Lamberta Goossensa. Współkonsekratorami byli biskup pomocniczy mecheleński Victor-Jean-Joseph-Marie van den Branden de Reeth oraz biskup brugijski Gustave-Joseph Waffelaert.
9 października 1898 wyjechał do Chin. 1 maja 1914 przydzielono mu koadiutora. 14 marca 1922 wikariat apostolski Centralnej Mongolii zmienił nazwę na wikariat apostolski Chaha’er. Tym samym zmienił się tytuł bpa van Aertselaera. Tego samego dnia z wikariatu apostolskiego Centralnej Mongolii wyodrębniono obejmującą nowo powstałe państwo Mongolię misję sui iuris Mongolii Zewnętrznej, której bp van Aertselaer został administratorem apostolskim.